# Baselios Mar Thoma Mathews III
Baselios Mar Thoma Mathews III (ur. 12 lutego 1949 w Vazhoor jako Mathews Mattathil) – duchowny Malankarskiego Kościoła Ortodoksyjnego, od 2021 Katolikos Wschodu, a tym samym zwierzchnik tegoż Kościoła.
Święcenia kapłańskie przyjął w 1978. Sakrę otrzymał z imieniem Sewer 30 kwietnia 1991 roku początkowo posługując w Parumali, od 1993 pełnił urząd ordynariusza diecezji  diecezji Zachodniego Kandanadu. 15 października 2021 został intronizowany na katolikosa, stając się dziewiątym zwierzchnikiem Kościoła Malankarskiego.